# کیریل پوپوف
کیریل پوپوف (انگلیسی: Kiril Popov؛ زادهٔ ۱۵ مارس ۱۹۸۵) یک بازیکن تنیس روی میز است.